# Xã Hicksville, Quận Defiance, Ohio
Xã Hicksville (tiếng Anh: Hicksville Township) là một xã thuộc quận Defiance, tiểu bang Ohio, Hoa Kỳ. Năm 2010, dân số của xã này là 4.979 người.